# شامبونشب لود رانر
شامبونشب لود رانر (بالإنجليزية: Championship Lode Runner)‏ (باليابانية: チャンピオンシップロードランナー) ، هي لعبة فيديو إلكترونية من نوع ألغاز ومغامرات، أنتجت سنة 1985م، وتعمل على أنظمة فايكوم (العائلة) وآبل 2 وكومودور 64 وآي بي إم.

## مهمة اللعبة
يهدف بطل اللعبة إلى جمع القطع الذهبية من تحت الأرض والحد من الملاحقة الذي يقوم بها الأشرار لقتله.